# ونسا گربلی
ونسا گربلی (به انگلیسی: Vanessa Gerbelli) (زاده ۶ اوت ۱۹۷۳) بازیگر برزیلی است.
از کارهای معروف او می‌توان به بازی در فیلمی با نام کمک، من دختر شدم اشاره کرد.